# Stephanie Magiros
Stephanie Magiros (* 5. Mai 1991 in Paddington) ist eine ehemalige australische Snowboarderin. Sie startete in der Disziplin Halfpipe.

## Werdegang
Magiros trat international erstmals bei den Juniorenweltmeisterschaften 2011 in Chiesa in Valmalenco in Erscheinung. Dort errang sie den 16. Platz. Ihr Debüt im Snowboard-Weltcup gab sie im August 2011 in Cardrona, wobei sie auf den 17. Platz kam. In der Saison 2012/13 errang sie in Park City mit dem zehnten Platz ihre einzige Top-Zehn-Platzierung im Weltcup und belegte bei den Snowboard-Weltmeisterschaften 2013 im Stoneham den 16. Rang. In der folgenden Saison erreichte sie mit dem 26. Platz im Halfpipe-Weltcup ihr bestes Gesamtergebnis und kam bei den Olympischen Winterspielen 2014 in Sotschi auf den 18. Platz. Zudem absolvierte sie im Stoneham ihren 11. und damit letzten Weltcup, welchen sie auf dem 16. Platz beendete.

## Teilnahmen an Weltmeisterschaften und Olympischen Winterspielen

### Olympische Winterspiele
- 2014 Sotschi: 18. Platz Halfpipe

### Snowboard-Weltmeisterschaften
- 2013 Stoneham: 16. Platz Halfpipe

## Weltcup-Gesamtplatzierungen
| Saison  | Gesamt / Freestyle | Gesamt / Freestyle | Halfpipe | Halfpipe |
| Saison  | Punkte             | Platz              | Punkte   | Platz    |
| ------- | ------------------ | ------------------ | -------- | -------- |
| 2011/12 | 290                | 38.                | 290      | 27.      |
| 2012/13 | 455                | 39.                | 455      | 27.      |
| 2013/14 | 372                | 51.                | 372      | 26.      |